# Achatia rileyana
Achatia rileyana är en fjärilsart som beskrevs av Smith 1890. Achatia rileyana ingår i släktet Achatia och familjen nattflyn. Inga underarter finns listade i Catalogue of Life.